# Holendry (Podgórze)
Holendry – część wsi Podgórze, położona w województwie łódzkim, w powiecie łęczyckim, w gminie Świnice Warckie.
Wchodzi w skład sołectwa Grodzisko. 
W latach 1975–1998 należała administracyjnie do województwa konińskiego.